# Peder Pedersen (Fußballspieler)
Jens Peder Villiam Andreas Pedersen (* 12. September 1882 in Kopenhagen; † 5. November 1966 in Frederiksberg) war ein dänischer Fußballspieler.

## Karriere
Pedersen gehörte dem im Jahr 1876 gegründeten und damit ältesten, heute noch existierenden Fußballverein Kontinentaleuropas an, der im Jahr 1879 erstmals Fußball nach den Regeln der englischen Football Association spielte; dem Kjøbenhavns Boldklub.
Vom 23. bis 25. April nahm er mit der Kopenhagener Stadtauswahl am Fußballturnier im Rahmen der Olympischen Zwischenspiele 1906 teil. Die im Inneren des Velodroms in Neo Faliro, einem Stadtteil von Piräus, südlich von Athen, ausgetragenen Spiele gegen eine Auswahlmannschaft aus Smyrna und gegen Ethnikos GS Athênai wurden mit 5:1 und 9:0 gewonnen und bescherten ihm und seiner Mannschaft die olympische Goldmedaille.
Es war kein olympisches Jahr und somit waren die Spiele inoffiziell, aber die Griechen wollten den 10. Jahrestag der ersten Olympischen Spiele in der Neuzeit feiern.